# Liopiophila
Liopiophila är ett släkte av tvåvingar. Liopiophila ingår i familjen ostflugor.
Släktet innehåller bara arten Liopiophila varipes.